# Campeonato Paulista de Voleibol Masculino de 2016
O  Campeonato Paulista de Voleibol Masculino de 2016 é a 44ª edição desta competição organizada pela Federação Paulista de Voleibol. Foi disputada entre os dias 24 de agosto e 21 de outubro. O Taubaté conquistou pela terceira vez o título da competição, ao vencer na final é o Sesi.

## Participantes
Participaram do torneio seis equipes provenientes de seis municípios paulistas (São Paulo, São Bernardo do Campo, Atibaia, Santo André, Campinas e Taubaté) .
| Equipe       | Cidade       | Última participação | Paulista 2015 |
| ------------ | ------------ | ------------------- | ------------- |
| Taubaté      | Taubaté      | Paulista 2015       | 1º            |
| Sesi/SP      | São Paulo    | Paulista 2015       | 2º            |
| Campinas     | Campinas     | Paulista 2015       | 3º            |
| Atibaia      | Atibaia      | Paulista 2015       | 5º            |
| São Bernardo | São Bernardo | Paulista 2015       | 7º            |
| Santo André  | Santo André  | Paulista 2015       | 6º            |

## Sistema de disputa
Na primeira fase, todas as equipes jogam entre si em turno único. Os dois melhores colocados avançam diretamente para a semifinal. Nas quartas de final, o 3º colocado enfrenta o 6º e o 4º enfrenta o 5º em dois jogos, o primeiro, na casa do time com pior campanha na primeira fase. A equipe que vencer os dois jogos garante a vaga na final. Caso haja um vencedor em cada partida, haverá a realização de um set extra (golden set) após o término do segundo duelo para definir o classificado.
Na semifinal, o melhor colocado na primeira fase enfrenta o vencedor do duelo entre o 4º e 5º colocado. E o vice-líder o classificado da decisão entre o 3º e 6º posicionado, em melhor de duas partidas. Os vencedores fazem a final da competição, também na melhor de duas partidas. 

## Final
| Data   | Hora  |            | Placar |         | Set 1 | Set 2 | Set 3 | Set 4 | Set 5 | Total | Relatório |
| ------ | ----- | ---------- | ------ | ------- | ----- | ----- | ----- | ----- | ----- | ----- | --------- |
| 18 Out | 21:30 | Sesi/SP    | 3–0    | Taubaté | 25–21 | 25–16 | 25–23 |       |       | 75–60 | 75–60     |
| 21 Out | 19:00 | ' Taubaté' | 3–1    | Sesi/SP | 26-24 | 25-17 | 22-25 | 25-17 |       | 98–0  | 98-83     |
| 21 Out | 19:00 | Taubaté    | 1–0    | Sesi/SP | 25-21 |       |       |       |       | 25–0  | 25-21     |